# Neparametrijska statistika
Neparametrijska statistika je tip statističke analize koji pravi minimalne pretpostavke o osnovnoj raspodeli podataka koji se proučavaju. Često su ovi modeli beskonačno-dimenzionalni, a ne konačno dimenzionalni, kao što je parametarska statistika. Neparametrijska statistika se može koristiti za deskriptivnu statistiku ili statističko zaključivanje. Neparametarski testovi se često koriste kada su pretpostavke parametarskih testova očigledno narušene.

## Definicije
Termin „neparametrijska statistika“ je neprecizno definisan na sledeća dva načina, između ostalog:
Prvo značenje neparametrijskog uključuje tehnike koje se ne oslanjaju na podatke koji pripadaju bilo kojoj određenoj parametarskoj porodici raspodele verovatnoće. To uključuje, između ostalog:
- Metode bez raspodele, koje se ne oslanjaju na pretpostavke da su podaci uzeti iz date parametarske porodice raspodele verovatnoće.
- Statistika definisana kao funkcija na uzorku, bez zavisnosti od parametra.

Primer je statistika reda, koja se zasniva na rednom rangiranju zapažanja.
Diskusija koja sledi preuzeta je iz Kendalove napredne teorije statistike.

Statističke hipoteze se tiču ponašanja uočljivih slučajnih varijabli.... Na primer, hipoteza (a) da normalna raspodela ima određenu srednju vrednost i varijansu je statistička; isto tako i hipoteza (b) da ima datu srednju vrednost, ali nespecificiranu varijansu; kao i hipoteza (c) da je raspodela normalnog oblika sa nespecificiranom srednjom vrednošću i varijansom; konačno, isto tako je i hipoteza (d) da su dve nespecificirane kontinuirane raspodele identične.
Primećeno je da je u primerima (a) i (b) da je raspodela koja je u osnovi zapažanja uzeta da ima određeni oblik (normalni) i da se hipoteza u potpunosti bavila vrednošću jednog ili oba parametra. Takva hipoteza se, iz očiglednih razloga, naziva parametarskom.
Hipoteza (c) je bila drugačije prirode, pošto u iskazu hipoteze nisu navedene vrednosti parametara; takvu hipotezu bismo razumno mogli nazvati neparametarskom. Hipoteza (d) je takođe neparametrijska, ali, pored toga, čak ni ne precizira osnovni oblik distribucije i sada se može razumno nazvati bezraspodelnom. Bez obzira na ove razlike, statistička literatura sada obično primenjuje oznaku „neparametrijski“ na procedure testiranja koje smo upravo nazvali „bez raspodele“, čime se gubi korisna klasifikacija.

Drugo značenje neparametarskog podrazumeva tehnike koje ne pretpostavljaju da je struktura modela fiksna. Tipično, model raste u veličini da bi se prilagodio složenosti podataka. U ovim tehnikama se obično pretpostavlja da pojedinačne varijable pripadaju parametarskim distribucijama, a takođe se prave pretpostavke o tipovima asocijacija među varijablama. Ove tehnike uključuju, između ostalog:
- neparametrijska regresija, koja predstavlja modelovanje pri čemu se struktura odnosa između varijabli tretira neparametarski, ali gde ipak mogu postojati parametarske pretpostavke o distribuciji reziduala modela.
- neparametarski hijerarhijski Bajesovi modeli, kao što su modeli zasnovani na Dirihletovom procesu, koji dozvoljavaju da broj latentnih varijabli raste koliko je potrebno da bi se uklopili u podatke, ali gde pojedinačne varijable i dalje prate parametarske distribucije, pa čak i kad proces koji kontroliše stopu rasta latentne varijable prati parametarsku raspodelu.

## Literatura
- Bagdonavicius, V., Kruopis, J., Nikulin, M.S. (2011). "Non-parametric tests for complete data", ISTE & WILEY: London & Hoboken.  978-1-84821-269-5.
- Corder, G. W.; Foreman, D. I. (2014). Nonparametric Statistics: A Step-by-Step Approach. Wiley. ISBN 978-1-118-84031-3.
- Gibbons, Jean Dickinson; Chakraborti, Subhabrata. Nonparametric Statistical Inference (4th изд.). 2003. ISBN 0-8247-4052-1...  CRC Press.
- Hettmansperger, T. P.; McKean, J. W. (1998). Robust Nonparametric Statistical Methods. Kendall's Library of Statistics. 5. London: Edward Arnold. ISBN 0-340-54937-8. MR 1604954. also  0-471-19479-4.
- Hollander M., Wolfe D.A., Chicken E (2014). Nonparametric Statistical Methods. John Wiley & Sons..
- Sheskin, David J. (2003). Handbook of Parametric and Nonparametric Statistical Procedures. ISBN 1-58488-440-1.. CRC Press.
- Wasserman, Larry (2007). All of Nonparametric Statistics. Springer. ISBN 0-387-25145-6..